# Don Brautigam
Donald P. Brautigam was een Amerikaanse kunstschilder, tekenaar en grafisch ontwerper. Hij schilderde vooral hoezen voor boeken & albums. Zijn bekendste werken zijn hoezen voor albums van oa. Metallica, AC/DC Mötley Crüe, James Brown en Anthrax maar ook hoezen voor boeken van oa. Stephen King & Agatha Christie behoren tot zijn bekendste werk.

## Levensloop
Brautigam is op 12 september 1946 geboren in Paterson, New Jersey. Hij studeerde in 1971 af aan The School of Visual Arts in New York. Hij pionierde het gebruik van zwarte verf op hoezen van boeken, waarmee hij een revolutie ontketende in de grafische vormgeving. Hij werkte vooral met acrylverf op borden en combineerde het gebruik van verfborstels en verfspuiten.

## Bekendste werken

### Boeken
- Stephen King
  - De Beproeving (1978)
  - Satanskinderen (1978)
  - Cujo (1981)
- Agatha Christie
  - De Versierde Bezemsteel (1986)
  - De Wraakgodin (1986)

### Albums
- Master of Puppets - Metallica (1986)
- Dr. Feelgood - Mötley Crüe (1989)
- The Razors Edge - AC/DC (1990)
- Anthrax
  - Among the Living (1987)
  - State of Euphoria (1988)
  - Persistence of Time (1990)
- James Brown
  - The Payback (1973)
  - Reality (1974)
- Rockit - Chuck Berry (1979)

### Grafisch ontwerp
Brautigam ging ook aan de slag als grafisch ontwerper. Enkele van zijn klanten waren oa:
- BASF
- Dow Jones
- BusinessWeek